# Per Mathias Johansson
Per Mathias Johansson (ibland även Per Mathias Johansson-Knif), född 27 juli 1854 i Bjuråker död 1921 i Delsbo, var en svensk fjärdingsman och massmördare som av Häradsrätten dömdes till döden för tre lönnmord han utfört mot betalning. Detta domslut ändrades 1892, av Högsta domstolen, till livstids fängelse.
17 maj 1917 frigavs Johansson från Långholmen och begav sig hem till Delsbo, där han avled fyra år senare.